# Загибель Уранії
«Загибель Уранії» — науково-фантастичний роман українського радянського письменника Миколи Дашкієва. Вперше опублікований у 1960 році з наступним перевиданням у 1968 році.
Дія роману відбувається на вигаданій планеті, де наближається війна між капіталістичною державою Монія та комуністичним союзом СКД. Молодого інженера Айта, засланого на каторгу в Монії, рятує опозиція, щоб пересадити його мозок у тіло старого слуги та вбити лідера Монії. Для цього Айт, яким спершу керувало лише бажання помсти, вирушає на острів Уранія, де змінює свої погляди та приєднується до комуністичного підпілля. Роман має виражене антивоєнне спрямування та закликає до ядерного роззброєння.

## Сюжет
Дія починається на Землі, де фіксують появу незвичайного метеора, що змінює траєкторію свого руху. Він падає в Сибіру, де юнак Павло виявляє, що метеор насправді — інопланетний апарат. Його пасажир, робот-всюдихід, силоміць забирає Павла всередину себе та вивчає його мову. Потім він транслює йому в мозок «біофільм» про події, що призвели до прибуття робота на Землю.
Далі сюжет роману розгортається на планеті Пірейя, яка дуже нагадує Землю, за винятком подвійного сонця, інших назв держав і дещо вищого технологічного розвитку. На планеті розгорнулося протистояння між двома державами, аналогами СРСР та США. З одного боку капіталістичний світ держави Монії, яким керує старий мільярдер Кейз-Ол, з іншого — СКД (союз комуністичних держав). У центрі сюжету стоїть інженер Айт, який вчинив замахи на володаря Монії і за це був засланий на каторгу — будівництво воєнної орбітальної станції «Зірка Кейз-Ола», здатної керувати погодою.
Для спорудження станції застосовується праця полонених членів опозиційної комуністичної партії. Інженеру Айту приготували квиток в один бік — ще ніхто не повертався з цього будівництва, а також ніхто не втікав. Але інженеру Айту за допомоги невідомих доброзичливців вдається не лише втекти прямо під час монтажних робіт у космічному просторі, але й дістатися поверхні Пірейї у вантажній ракеті. Врятувало його «Братству Синів Двох Сонць», яке прагне усунення Кейз-Ола з політичної арени, хоча чинний суспільний влад воно підтримує. Айт знайомиться з професором Лайн-Еу та його дочкою Теесі, котра закохується в Айта. Для здійснення свого плану Братство вирішує пересадити мозок Айта у тіло найближчого слуги Кейз-Ола — підстаркуватого Псойса, чий мозок був смертельно хворий. Айт же, який ненавидить владного магната та звинувачує його у смерті батьків, добровільно погоджується на операцію, щоб убити Кейз-Ола.
Після лікування Айта в тілі Псойса відправляють у Дайлерстоун — столицю Монії та місце проживання Кейз-Ола. Адаптація «оновленого» Псойса триває важко, але Айту вдається приховувати свою необізнаність. Він надає підроблені свідчення загибелі та кремації тіла Айта. Проте бачачи стосунки політиків, Айт політично прозріває та розуміє, що смерть мільярдера нічого не дасть — його місце займе інший політикан. Айт знайомиться з Мей, коханою інженера-комуніста Рума, що таємно працює в неофіційній столиці Кейз-Ола — на острові Уранія, побудованому не тільки для розваг самодержця, але і як великий підземний воєнний комплекс. Айт отримує запис наради можновладців, де йдеться про підготовку до війни про СКД.
Спочатку поокремо, а незабаром за змовою Айт і Мей об'єднують зусилля, щоб запобігти війні. Айт знайомиться з професором Літтлом, який працює на СКД, і опиняється поруч із Тессі. З часом Тессі усвідомлює, що в тілі Псойса міститься мозок Айта, та вирішує провести зворотну операцію, щоб повернути йому молоде тіло. Проте Айт не може відмовитися від нагоди перешкодити планам Монії, вдаючи із себе слугу її керівника.
Напруженню стосунків між державами сприяє запуск СКД свого першого космічного корабля «Зоря надії», розробленого Румом. Монійці сприймають це за розробку зброї та переймаються, що розвиток космонавтики в комуністів відбувається швидше. Мей використовує роботів-поліцейських у формі сколопендр, щоб атакувати Уранію та довести вразливість острова. Це спричиняє боротьбу за владу, конкуренти Кейз-Ола впевнені в його безсилості. Айт дізнається коди керування роботом, щоб зруйнувати ним Уранію зсередини завдячуючи даним про підземні тунелі, отримані від геолога Стун-Ая. Проте Кейз-Ол дізнається про змову та застрелює Стун-Ая і наказує розшукати Айта. Щоб залагодити суперечки щодо влади Кейз-Ол погоджується одружитися з Мей і виконати її вимоги. Але потім він віддає наказ про запуск атомних ракет і вбиває Мей. Повстанці захоплюють Уранію та заарештовують Кейз-Ола, проте виявляється запізно.
Керовані автоматично, ракети вражають цілі і хоча частину ракет вдається знешкодити за допомогою «Зорі надії», Пірейї завдано важких збитків. Рослинність вимирає, біосферу наповнюють комахи. Комуністи встановлюють жорсткий поділ харчів, обладнання та слідкують за порядком, будують генератор чистого повітря, протирадіаційні укриття та роботів. Перед загрозою вимирання Пірейя об'єднується під комуністичною владою. Кейз-Ола засуджують до довічного ув'язнення в космосі на борту ракети. Айт робить висновок, що СКД міг запобігти катастрофі, але надто довго зволікав і діяв надто роз'єднано. Отримавши назад молоде тіло, він одружується з Тессі, яка народжує сина в укритті.
Сформована Вища Рада Пірейї фіксує сигнали від інших зірок і вирішує послати жителям далеких планет попередження. Щороку з Пірейї запускається автоматичний апарат, розроблений Айтом, обладнаний роботом, який повідомляє інопланетянам як уникнути помилок Пірейї.

## Історія видань та переклади
Два уривки з роману, «Потвора повзе по планеті» та «По павутинці через безодню», були опубліковані у журналі «Знання та праця» у 1957 році. У 1960 році роман вийшов на сторінках журналу «Прапор». Того ж року видавництво «Молодь» у серії «Бібліотека пригод та наукової фантастики» видало роман окремою книгою. Ілюстрував видання Володимир Савадов, а обкладинку намалював Ростислав Ліпатов. У 1968 році видавництво «Веселка» здійснило перевидання твору накладом 65 тисяч примірників в художньому оформленні Юрія Северина.
Переклад роману російською мовою вперше вийшов у 2012 році у видавництві «Издатель В. В. Мамонов» (м. Ярославль) в перекладі Валентини Тимошенко-Пастраки.